# Édition de l'anime dans la distribution américaine
L'édition de l'anime dans la distribution américaine désigne un procédé dans lequel des modifications graphiques et audios sont effectuées dans les animes japonais par la suite diffusés aux États-Unis, et parfois au Canada. Ce procédé s'applique généralement aux séries diffusées sur les chaînes télévisées américaines ; des séries directement commercialisées sur DVD ne sont cependant pas affectées par ce type d'édition. Hormis la transcription des dialogues en anglais, ces modifications doivent respecter les règles et standards établis par la Federal Communications Commission (FCC) et par les chaînes télévisées ; modifier des contenus graphiques pour les mettre aux normes de la culture américaine et/ou les adapter pour une plus jeune audience. Ce type d'édition peut impliquer des modifications dans les domaines de la nudité, la violence, un langage explicite, un possible racisme ou références religieuses.
Ce procédé permet également d'éviter toute confusion chez les téléspectateurs qui ne sont pas familiarisés avec la culture japonaise. Des éditions de ce type incluent des modifications graphiques avec la nourriture, les noms des restaurants, et/ou autres éléments non traditionnels à la culture américaine. Ce type d'édition, qui tient plus de la censure, peut également inclure le changement/retrait de titres et des noms des personnages, la suppression d'éléments non conventionnels comme les mariages entre cousins, d'éléments ou personnages impliqués dans l'homosexualité, et/ou références à des événements qui se sont déroulés au Japon (comme dans le cas de la Seconde Guerre mondiale). Les génériques d'ouverture et de fin peuvent être raccourci pour laisser place aux publicités.
Ce type de censure n'atteint pas uniquement le domaine de l'anime, mais également des séries d'animation importées d'autres pays, voire celles produites aux États-Unis ; Les séries Batman (1992) et Spider-Man, l'homme-araignée (en particulier les récentes versions) ont été censurées pour violence excessive par la Fox Broadcasting Company, durant la production, et des séries d'animation canadiennes comme Reboot ont été censurées lors de la post-production par l'American Broadcasting Company à cause de scènes à caractères sexuels considérés par les producteurs exécutifs comme de l'inceste.

## Histoire
Les premiers films et animes japonais importés aux États-Unis ont été censurés pour le public américain, et donc débarrassés des éléments en relation avec la violence, la mort, le sexe, et autres éléments qui pourrait choquer, les animes étant considérés comme ciblant le jeune public. Cependant, au fil du temps, l'anime cible également les jeunes adultes et adultes en Amérique. De tels animes ont été importées aux États-Unis en 1961 dont Le Serpent blanc (白蛇伝, Hakujaden, en anglais The Tale of the White Serpent), Magic Boy (少年猿飛佐助, Shōnen Sarutobi Sasuke, Young Monkey-Jump Sasuke) (décembre 1959) et Alakazam, le petit Hercule (西遊記, Saiyūki, en anglais Alakazan the Great) (1960).

## Censures directes

### Drogues, alcool et tabac
À la suite des règlements instaurés par la Federal Communications Commission (FCC) et aux problèmes liés à l'alcool et au tabac, ces derniers, exposés dans les animes, ont été censurés voire supprimés. Cependant, le niveau exact de censure varie selon les chaînes de télévision, souvent aux dépens du public ciblé et du contexte dans lequel ces éléments apparaissent. Le vin ou le champagne peuvent être acceptés lors d'un banquet ou au restaurant et échapper à la censure, tandis que la bière et le saké consommés en dehors de ce type d'établissement n'y échappent pas. Dans Tenchi Muyo!, les références au saké ont été alternées en thé, et les cigarettes ont été censurées dans le programme Toonami de la chaîne Cartoon Network et laissées lors de sa diffusion sur la chaîne KTEH. Dans l'anime One Piece, le personnage Sanji fume habituellement une cigarette, mais dans la version de 4Kids, la cigarette a été remplacée par une sucette. Bien que Funimation ait gardé le concept de Sanji fumant sa cigarette dans la version DVD, la société a dû la supprimer pour que l'anime soit diffusé à la télévision. Un autre exemple de ce type de censure dans One Piece implique l'antagoniste Smoker, habituellement perçu avec trois cigares dans sa bouche ; pour éviter toute référence au tabac, 4Kids supprime chaque cigare, et renomme Smoker (fumeur, en français) en « Chaser », et il est expliqué que la fumée qui émane de sa bouche provient du fruit du démon (fruit fictif aux propriétés magiques)  qu'il a mangé.

### Violences, morts et armes
La médiatisation maintient que tout téléspectateur est exposé à la violence dans les médias, particulièrement durant leur enfance, ce qui mènerait à une désensibilisation de la violence et de scènes de violence. À la suite de cela, chaque anime ciblant les enfants américains se voit supprimer toute scène de violence, de mort et de présence d'armes. Habituellement, la censure de la violence s'effectue en coupant la scène exacte dans laquelle une attaque physique — coup de poing, coup de pied — est directement portée vers un autre personnage. Dans certains cas, la scène est cachée par la présence d'un objet ou d'une explosion pendant le point d'impact. Sous le même principe, les armes à feu sont changées en quelque chose de plus amusant, comme des jouets, ou simplement recolorées.
Lorsqu'une scène est considérée choquante, provocante, voire visuellement dangereuse, elle est supprimée. Par exemple, l'épisode La Légende de Minidraco de l'anime Pokémon car trop d'armes à feu y étaient présentes. Il était alors impossible de savoir de quelle manière Sacha avait capturé les 30 Tauros, causant la confusion chez les téléspectateurs. L'épisode 19 de Dorémi Magique a été édité pour supprimer une scène montrant une arme à feu. Lorsque les animateurs de la société Tōei animation ont créé la série télévisée intitulée Ojamajo Doremi ciblée pour les jeunes enfants au Japon, ils y ont inséré des éléments plus matures et plus sombres car ils convenaient aux enfants japonais, tandis que ces éléments ont été considérés inappropriés pour les enfants américains. Un exemple de ce type peut être aperçu par la présence d'un arme à feu factice dans l'épisode 19, dans lequel Hazuki est enlevée par des étrangers. Dans la version 4Kids, ces scènes ont été coupées.

### Nudité et sexualité
La nudité étant plus stigmatisé aux États-Unis qu'au Japon, un tel élément est donc censuré/édité des animes. Au regard de la loi américaine concernant la pédopornographie, la nudité est censurée dans les animes ciblés pour les jeunes téléspectateurs. Dans la version adaptée de Sailor Moon, la majorité des personnages durant leur transformation ont été censurés car des silhouettes de nudité y étaient incluses. Ce type d'édition ne se limite pas non plus aux animes ciblés pour un public averti. Par exemple, la série des Blue Gender contient des scènes à caractère sexuelle (en dehors du sang et d'une intense violence), qui a été éditée sur Adult Swim, la série étant à l'origine planifiée pour être diffusée sur Toonami, mais considérée trop explicite graphiquement. Un autre exemple implique l'époque durant laquelle ADV Films avait édité des scènes de nue dans la version américaine du DVD de l'anime Le Journal intime de Sakura. Des vêtements ont été ajoutées pour cacher les parties intimes des personnages. Les dialogues ont également été modifiés et adaptés pour les téléspectateurs adolescents. La série est de nouveau doublée en 2005 depuis la série originale. En février 2008, le gouvernement fédéral du Canada banni toute importation des telles séries hentai, comme Cool Devices et Words Worth, qualifiées d'« obscènes » selon la loi fédérale.
L'homosexualité est également très controversée dans les animes,. Par exemple, dans la version adaptée de Sailor Moon, les personnages Sailor Neptune et Sailor Uranus, à l'origine un couple de lesbiennes, se font passer pour des « cousines » et certaines scènes qui ne pouvaient expliquer leur relation ont été supprimées. Cependant, subsistaient des scènes avec un certain contenu d'« inceste » qui mettaient les téléspectateurs dans la confusion. Des censures similaires ont été faites chez les personnages transgenres ou travesti. Par exemple, dans la version japonaise de Digimon Frontier, un antagoniste digimon connu sous le nom de Crusadermon possède une armure rose flamboyante et une attitude de travesti ; dans la version américaine de l'anime adaptée par Disney, il devient un digimon de sexe féminin.

## Censure indirecte
Dans l'adaptation américaine des animes, il existe des scénarios différents aux originaux. Par exemple, dans l'épisode 19 de Ojamajo Doremi, le scénario original veut que Hazuki soit enlevée par deux ravisseurs pour une demande de rançon ; tandis que le scénario de 4Kids veut que Hazuki soit renommée Reanne, et que les ravisseurs soient son oncle Nick et son cousin.

## Épisodes non censurés

### Commercialisations officielles
Après de nombreuses années de manifestation, 4Kids Entertainment commercialise des volumes en DVD non censurés de Yu-Gi-Oh! et Shaman King. En plus des scènes habituellement coupées à la télévision, ces nouvelles versions contenaient les musiques originales. Ces DVD non édités se sont très mal vendus. 4Kids s'est également attiré la colère des fans de One Piece des suites de leurs modifications/censures excessives, jusqu'à ce que Funimation acquière les droits de produire et distribuer One Piece. En 2009, 4Kids diffuse légalement des épisodes non censurés de Yu-Gi-Oh! sur YouTube. 
L'un des premiers animes non censurés à être diffusés dans le programme Toonami de Cartoon Network s'intitule The Midnight Run. Ce programme était diffusé tous les soirs et diffusait des programmes non édités tels que Gundam Wing, Dragon Ball, Dragon Ball Z, Blue Dragon et Sailor Moon. Toonami a d'ailleurs aidé au lancement du programme Adult Swim montrant désormais des animes tels que Bleach, Death Note, Fullmetal Alchemist, Inu-Yasha, Yū Yū Hakusho et des animes pour public averti comme Blood+ et Code Geass.